# Caledomicrus mimeticus
Caledomicrus mimeticus – gatunek chrząszcza z rodziny kózkowatych i podrodziny zgrzypikowych. Jedyny przedstawiciel rodzaju Caledomicrus.

## Zasięg występowania
Gatunek ten występuje na Nowej Kaledonii.